# Украинский ландмилицкий корпус
Украинский ландмилицкий корпус — формирование Российской императорской армии, поселённое войско (ландмилиция), созданное Петром I для обороны южных границ империи от набегов крымских татар и поляков, сформированное из однодворцев и потомков городовых казаков Белгородских, Орловских, Тульских, Курских, Тамбовских, Воронежских земель.
При сформировании корпус был составлен из пяти некомплектных пехотных полков и поселенцев бывшей «Белгородской черты», обязанных военно-пограничной службой ещё со времён Ивана Грозного. Формирования украинского корпуса дислоцировались в шанцах (дерево-земляных оборонительных укреплениях), предназначенных для защиты степной зоны юга России от набегов османов, перекопских и крымских татар в XVIII веке, от которых в дальнейшем произошли многие города России. Штаб-квартира (штаб и канцелярия) корпуса — крепость Белёвская (Белёвская). Флаг Украинского корпуса, полотно зелёного цвета с гербом корпуса в центре флага. В литературе встречается наименование соединения — Ландмилицкий корпус, Ландмилиционный корпус. В 1770 году все полки «Украинского корпуса» были сравнены, во всех отношениях, с полевыми конными и пехотными полками ВС Российской империи и вошли в общий состав российской армии, а название «Украинский корпус» уничтожено.

## Наименования
- Ландмилиция (с 1713 года[2]).
- Украинская ландмилиция (с 1731 года[2], по другим данным с 7 декабря 1727 года).
- Украинский ландмилиционный корпус (с 1736 года[2]).
- Украинский корпус (с 1762 года[2] по 1770 год).

## История
С 1709 года в России начал упоминаться термин ландмилиция (ланд нем. Land — страна, государство, милиция — от лат. Militia — военная служба, войско). В 1713 году государственные поселённые казацкие (слободские) полки на засечных линиях России реорганизованы и стали именоваться ландмилицией (земская милиция, милиция).

Лучше всех прочих живется офицерам ландмилиции, ибо поскольку русское дворянство не испытывает особенной склонности к военному делу и менее всего — к службе в Петербурге или других местах, где всё дорого и где проедаешь своё состояние, то те, кого не снедает честолюбие, стараются попасть в ландмилицию, где не приходится нести больших расходов и можно, когда двор о них почти позабудет, скорее получить отставку. Вообще надобно сказать, что в России военная служба не является доходной: офицер не имеет касательства к обмундированию, отпускам, вербовочным деньгам и т. д., и ему остается довольствоваться определённым по штату жалованьем. Говорят, правда, что некоторые выгоды есть у кирасир, их офицеры имеют преимущество перед офицерами всех других полевых полков.— К. Р. Берк, путевые заметки.
Состав Украинского корпуса и его ландмилицких полков комплектовался в основном из пашенных солдат и драгун, а также из однодворцев Юга Российской империи «На Украине дворяне — тоже вид мелкого дворянства, подобный польскому. Часто у них не более трёх-четырёх крестьян, а то и один-единственный двор с несколькими крепостными, помогающими дворянину возделывать землю. Из этих дворян набирается ландмилиция, и господа обычно сами несут мушкеты, что ни в коем случае не может восприниматься ими за зазорное, ибо то же самое делают и князья».
В 1722 году к Государственному войску были причислены однодворцы Дикого поля. По решению Боярской думы Ландмилиция стала конной.
Кроме того, часто, помимо рекрутов, однодворцы были обязаны посылать людей для хозяйственных и земляных работ. Этих людей называли «подмощиками».
2 мая 1723 года сенатским указом были определены штаты ландмилицских полков, согласно которым в полку полагалось иметь 10 рот по 150 рядовых и унтер-офицеров. Число офицеров в регулярном полку должно было составить 33, а в иррегулярном — 21 человек.
В 1729 году Поселённое войско усилено до 4 регулярных и 6 иррегулярных полков Русской армии. В 1731 году произошло переименование с добавлением слова «Украинская» для различия с другим формированием поселённого войска — Закамской ландмилицией, созданным на другой окраине. Состав Украинской ландмилиции стал составлять 4 регулярных пеших и 16 регулярных конных полков, состояние которых, вследствие недостаточности средств на содержание, было весьма жалким. Ландмилиция имела сначала одежду того же образца, как и действующая армия, которая и передавала в неё старое вооружение и снаряжение как людское, так и конское. Все это было уже старо, разнообразно и плохого достоинства. «Всякій одевался по возможности: иной въ драгунскій, иной въ пехотный кафтанъ и камзолъ, разноцветнаго и разнодобротнаго сукна; а у иного не было ни того, на другаго, такъ что, при походахъ и командировкахъ, начальство встречало большія затрудненія. Пестрота эта увеличивалась ещё темъ, что одни были въ шляпахъ, другіе въ гренадерскихъ шапкахъ, разной величины и вида; некоторые, даже, въ крестьянскихъ шапкахъ, кто былъ въ башмакахъ, кто въ сапогахъ; кто съ палашемъ, кто съ шпагою; многіе безъ сумъ, и т. п. Въ такомъ положеніи Ландмилиція оставалась до 1736 года»
В 1730 году из числа нижних чинов корпуса были набраны военнослужащие для формировавшегося Лейб-гвардейского Измайловского полка.
В 1736 году по представлению составленных новых военных штатов фельдмаршалом Минихом все 20 полков Украинской ландмилиции преобразованы в конные и изменено наименование поселённого войска на Украинский ландмилиционный корпус. С 19 марта того же года численный состав ландмилицского полка был определён в 1077 человек, в том числе 4 штаб- и 29 обер-офицеров, 70 унтер-офицеров и капралов, 880 рядовых и 31 музыканта. Мундир ландмилицких полков состоял из белых кафтанов с красной отделкой, красных камзолов, козловых штанов, белых и чёрных шляп — все по типу армейских. В конном строю ландмилиционерам полагались сапоги с клапанами, накладными шпорами и штибель-манжетами, а в пешем — башмаки со штиблетами из грубого холста. Гренадерам вместо шляп полагались белые гренадерские высокие шапки-колпаки с красной отделкой и медной бляхой на лбу с гербом полка — также по типу армейских. 26 августа того же года в полках указано иметь (строить) знамёна с вензелем императрицы. По одному белому (полковое) и несколько зелёных (ротные). На белых знамёнах государственный герб с вензелем императрицы на груди (вместо изображения Святого Георгия). На зелёных — императорский вензель, который изображался на красном поле в золотом щите. Численность формирования к середине 1730-х годов составила 21 312 человек личного состава.
В 1738 году произошло крупное волнение (бунт) однодворцев Демшинского уезда, записанных в ландмилицию и отправляемых на Украинскую линию, к которым присоединились ранее уже посланные туда ландмилицы, но своевольно возвратившиеся оттуда. Дементий Зарубин, возглавивший это возмущение, имел копию указа Военной коллегии, который он толковал, как отменяющий и даже запрещающий отправку ландмилицев на Украинскую линию. Этот документ сыграл большую агитационную роль. Был организован розыск, который повёл командир Украинского корпуса ландмилиции генерал Девиц. Главными возмутителями генерал признал мордовского однодворца Дементия Зарубина и Корнея Сушкова, уроженца села Макарово Тамбовского уезда, Сушков скрывался в Мордово у Зарубина. Для поимки «зачинщиков» Девиц направил воинскую команду во главе с сержантом Живоглазовым. Вместе с ним на поимку в Мордово вынужден был отравиться и воевода города-крепости Демшинск Пётр Спицын. Каратели, прибывшие к дому Зарубина, увидели во дворе «зачинщика» огромную толпу народа. Солдаты растерялись и не открывали огонь, Демшинский воевода Спицын тайно перешёл на сторону восставших. Он подговорил зарубинцев напасть на солдат и отобрать у них подводы. Солдат, с позором покидающих село, зарубинцы сразу же атаковали. Избитые, без подвод предстали они перед генералом Девицем. В июне в Мордово был отправлен большой отряд драгун под командованием майора Полубоярова. Едва узнав о новых карателях, мордовцы решили стоять насмерть и вожака не выдавать. Свои дворы они превратили в неприступные крепости. Полубояров, прибыв в Мордово, зачитал однодворцам указ. Указ гласил о возвращении однодворцев на оборонительную линию. При полном гробовом молчании майор прочитал эти строки. Но едва он коснулся требования выдачи Зарубина, как толпа всколыхнулась. Полубояров не успел отдать команду, как однодворцы первыми атаковали карателей. Драгун быстро разоружили, захватили в плен и майора Полубоярова, обыскали, отобрали у него пистолет, красную епанчу, коробку с бумагами и вскоре отпустили восвояси. Через несколько недель был послан более крупный отряд карателей во главе с майором Мансуровым, которому было приказано потопить в крови бунт однодворцев. Когда каратели прибыли в село Мордово, то там никого не оказалось. «Из села Мордовского и из прочих сёл из домов своих все сбежали в домах никого не имеется», — рапортовал Мансуров начальству. Но Мансуров стал наводить порядок. Порол, расстреливал. К осени 1739 года карателям удалось потушить огонь однодворческого волнения. Следствие велось и на линии, и в Демшинском уезде. Царское правительство скрупулёзно расследовало восстание однодворцев, привлекая к следствию свыше двухсот человек. Следствие тянулось почти четыре года. Пытали арестованных очень жестоко, и не удивительно, что палачами было замучено пятьдесят четыре человека. По решению Сената, утверждённому Кабинетом министров, Дементий Зарубин и ещё 19 человек были приговорены к смертной казни, 25 человек — к ссылке на вечную каторгу с предварительным наказанием кнутом и вырезанием ноздрей, других истязали кнутом, прогоняли по три раза через полк и т. д. Но царица Елизавета Петровна, дочь Петра I, которая пришла к власти в 1741 году в результате дворцового переворота, дала клятву, что в её царствование смертных казней не будет. В 1743 году Зарубину и пятерым его ближайшим сподвижникам огласили указ, по которому их отправляли на вечную каторгу в Сибирь, в серебряные копи.
В 1762 году по приказу императора Петра III корпус переименован в Украинский, а при императрице Екатерине II все конные полки перестали быть поселёнными и расквартированными в городах Юга России, у некоторых места дислокации изменились. Указом от 15 декабря 1763 года 20 ландмилицких полков были преобразованы в 10 пеших полков и один конный полк — Борисоглебский драгунский. 11 полков составили Украинскую дивизию. В 1770 году личный состав полков Украинского корпуса получил одинаковые права и обязанности с военнослужащими полевых полков и были введены в общий состав полков Русской Императорской армии, в соответствии с этим управление корпуса было упразднено, но особая денежная подать с жителей Юга России на содержание частей поселённых войск была отменена лишь в 1817 году. А в 1780 году в полках произведена замена полковых знамён и штандартов.
В конце 1806 года, во время русско-прусско-французской войны 1806—1807, после неудач в войне с Наполеоном и в связи с угрозой вторжения наполеоновских войск в пределы Российской империи в стране было сформировано ополчение (Земское войско), которое называлось земской милицией.
Ландмилиция в XVIII веке:
- Украинская ландмилиция с 1713 по 1736 года.
- Нижние чины ландмилиции с 1736 по 1742 годы.
- Гренадер Ландмилицкой пехоты с 1763 по 1770 годы.
- Артиллерист ландмилицского пехотного полка с 1763 по 1770 годы.

## Состав

### Состав Ландмилиции в 1713 году
В 1713 году были сформированы четырнадцать первых ландмилицких полков.
- Полк подполковника Ивана Ивановича Хотунского, переформирован в из одноимённого солдатского полка, Жилой солдатский полк под командованием полковника Ивана Ивановича Хотунского, был сформирован в 1705 году в городах Севского разряда из служилых людей набора воеводы Семёна Протасьевича Неплюева. В период с 1705 года по 1709 год полк действовал в Польше и на Украине. До 1712 года — гарнизонный полк в Глухове. В 1713 году переформирован в одноимённый ландмилицкий полк[7];
- Полк подполковника Гаврилы Репьева, переформирован в Полтаве из одноимённого солдатского полка, Жилой солдатский полк в Севске под командованием подполковника Гаврилы Репьева, был сформирован в 1705 году в Севске и городах Севского разряда из служилых людей, набранных воеводой Семёном Протасьевичем Неплюевым. В 1705—1709 годах действовал в Польше и на Украине. До 1712 года — гарнизонный полк в Новгороде-Северском и Полтаве. В 1713 году переформирован в одноимённый ландмилицкий полк[7];
- Полк полковника Ефима Михайловича Вестова (Веста), переформирован в Полонном из одноимённого стрелецкого полка;
- Полк полковника Михаила Жданова, переформирован в Переяславле из одноимённого гарнизонного солдатского полка,
- Полк подполковника Артемия Фадеевича Кривцовского (Кривцова, Кривдовского), переформирован из одноимённого солдатского полка, Полк солдатский под командованием подполковника Артемия Фадеевича Кривцовского (Кривцова, Кривдовского), был сформирован в 1703 году, в Москве, из даточных людей, в этот же год он был направлен в Киев, а оттуда в Польшу и Саксонию, где до 1707 года действовал в составе русского «помощного корпуса». Затем преобразован в полк «для учения новоприборных солдат и драгун». В 1713 году переформирован в одноимённый ландмилицкий полк[7];
- Полк полковника Никиты Ивановича Анненкова, переформирован в Белой Церкви из гарнизонного солдатского полка Шарфа;
- Полк полковника Прохора Васильевича Григорова, переформирован в Нежине из одноимённого гарнизонного солдатского полка;
- Полк полковника Петра Кошелева, переформирован из солдатского полка киевского гарнизона,
- Полк полковника Дмитрия Воронцова, переформировал из одноимённого стрелецкого полка;
- Полк полковника Фёдора Буларта (Бурлаша), переформирован возможно, из солдатского полка, существовавшего с 1704 г.
- Полк полковника Якова Лукича Постельникова, переформирован в Бахмуте из одноимённого гарнизонного солдатского полка. В 1706 году из стрелецкого стольника и полковника Якова Лукича Постельникова полка в Севске сформирован Жилой солдатский полк. В 1700—1709 годах жилой полк действовал в Польше и на Украине, в 1711 году полк при Новой Сечи. До 1712 года — гарнизонный полк в Киеве, Харькове, Бахмуте, Изюме. В 1713 году переформирован в одноимённый ландмилицкий полк[7];
- Полк царевича Алексея Петровича (фактически им командовал майор Иван Васильевич Отяев), сформирован из одноимённого солдатского полка, был доукомплектован однодворцами Киевской и Азовской губерний;
- Полк полковника Ивана Васильевича Хрипунова, сформирован из однодворцев Киевской и Азовской губерний, определённых в ландмилицию.
- Полк полковника Гаврилы Степановича Сухотина, сформирован из однодворцев Киевской и Азовской губерний, определённых в ландмилицию.

В 1714 году часть людей этих полков была выделена для укомплектования действующей армии, остальных распустили по домам. В 1719 году все ландмилицкие полки были расформированы.

### Состав в 1725 году
В 1725 году в состав ландмилиции Юга России входили:
- полк ландмилиции Карамзина (с 6 ноября 1727 года — Севский полк)
- полк ландмилиции Львова (с 6 ноября 1727 года — Орловский полк)
- полк ландмилиции Кигича (с 6 ноября 1727 года — Курский полк)
- полк ландмилиции Иваненкова (с 6 ноября 1727 года — Брянский полк)
- полк ландмилиции Дунина (с 6 ноября 1727 года — Путивльский полк)
- полк ландмилиции Бунина (с 6 ноября 1727 года — Рыльский полк)

### Состав в 1729 году
В 1729 году Ландмилиция усилена до 4 регулярных и 6 иррегулярных полков.

### Состав в 1730 году
На 14 января 1730 года 6 полков регулярной военно-сухопутной силы.

### Состав Украинской ландмилиции в 1731 году
На 15 января 1731 года в состав ландмилиции Юга России (Новороссии) входили 16 конных и 4 пеших полка, каждый из 10 рот по шанцам Украинской линии:
- Рыльский
- Курский
- Севский
- Белгородский. Сформирован 15.01.1731 как конный Ландмилицкий полк Украинской Ландмилиции. 21.03.1732 поселён в г. Белгороде на Украинской линии. С 11.12.1732 Белгородский Ландмилицкий полк Украинской Ландмилиции. 19.03.1736 вошёл в состав вновь образованного Украинского Ландмилицкого корпуса. 15.12.1763 расформирован.
- Брянский
- Старооскольский
- Ливенский. Сформирован 15.01.1731 как конный Ландмилицкий полк Украинской Ландмилиции. 21.03.1732 поселён в г. Ливны на Украинской линии. С 11.12.1732 Ливенский Ландмилицкий полк Украинской Ландмилиции. 19.03.1736 вошёл в состав вновь образованного Украинского Ландмилицкого корпуса. 15.12.1763 расформирован.
- Елецкий
- Воронежский. Сформирован 15.01.1731 как конный Ландмилицкий полк Украинской Ландмилиции. 21.03.1732 поселён в г. Воронеже на Украинской линии. С 11.12.1732 Воронежский Ландмилицкий полк Украинской Ландмилиции. 19.03.1736 вошёл в состав вновь образованного, Украинского Ландмилицкого корпуса. 15.12.1763 расформирован.
- Козловский
- Тамбовский
- Ефремовский. Сформирован 15.01.1731 как конный Ландмилицкий полк Украинской Ландмилиции. 21.03.1732 поселён в г. Ефремове на Украинской линии. С 11.12.1732 Ефремовский Ландмилицкий полк Украинской Ландмилиции. 19.03.1736 вошёл в состав вновь образованного Украинского Ландмилицкого корпуса. 15.12.1763 расформирован.
- Путивльский
- Новооскольский. Сформирован 15.01.1731 как конный Ландмилицкий полк Украинской Ландмилиции. 21.03.1732 поселён в г. Новый Оскол на Украинской линии. С 11.12.1732 Новооскольский Ландмилицкий полк Украинской Ландмилиции. 19.03.1736 вошёл в состав вновь образованного Украинского Ландмилицкого корпуса. 15.12.1763 расформирован.
- Валуйский. Сформирован 15.01.1731 как конный Ландмилицкий полк Украинской Ландмилиции. 21.03.1732 поселён на Украинской линии. С 11.12.1732 Валуйский Ландмилицкий полк Украинской Ландмилиции. 19.03.1736 вошёл в состав вновь образованного Украинского Ландмилицкого корпуса. 15.12.1763 расформирован.
- Ряжский
- Борисоглебский. Сформирован 15.01.1731 как пеший Ландмилицкий полк Украинской Ландмилиции. 21.03.1732 поселён в г. Борисоглебске на Украинской линии. С 11.12.1732 Борисоглебский Ландмилицкий полк Украинской Ландмилиции. 19.03.1736 переформирован в конный. Вошёл в состав вновь образованного Украинского Ландмилицкого корпуса. 15.12.1763 расформирован.
- Слободской. Сформирован 15.01.1731 как пеший Ландмилицкий полк Украинской Ландмилиции. 21.03.1732 поселён на Украинской линии. С 11.12.1732 Слободской Ландмилицкий полк Украинской Ландмилиции. 19.03.1736 переформирован в конный. Вошёл в состав вновь образованного Украинского Ландмилицкого корпуса. 15.12.1763 расформирован.
- Белёвский
- Орловский

### Состав в 1734 году
В 1734 году в состав ландмилиции Юга России входили, полки:
- вышеперечисленные. В состав корпуса включён Слободской гусарский полк.

### В 1760-х годах
В 1760-х годах в состав ландмилиции Юга России входили, полки:
- с 8 (19) января 1765 году повелением Всероссийской императрицы Екатерины II служба Рославского шквадрона упразднена как «вовсе бесполезная». Взамен Смоленскому губернатору генерал-аншефу графу Фермору повелено сформировать Смоленский ландмилицкий конный полк драгунского строя в составе пяти эскадронов по две роты в каждом (922 человека и 766 строевых лошадей) с содержанием от казны.

## Командование
Во главе корпуса, стояли офицеры в чинах из: одного генерал-лейтенанта, двух генерал-майоров, двух бригадиров и полковников (по полкам).
- Г. Д. Юсупов — князь, генерал-поручик (командир корпуса) (умер в 1730 г.).
- С. М. Ржевский — генерал-поручик, состоявший при Украинской дивизии[9].
- А. М. Девиер — генерал-лейтенант (командир корпуса).
- А. П. Волынский, в 1731 году один из генералов корпуса.
- фон Радинг (Юстус Генрих?), в 1741 году — генерал-майор (помощник командира корпуса).
- Н. Н. Каковинский, в 1770-е годы — генерал-майор, состоял при Украинской дивизии[10].
- Г. О. Дуглас — генерал-лейтенант.
- В. П. Шереметев — генерал-лейтенант.
- И. Л. Чернышев, в 1780 год — командовал Украинской дивизией[11].
- С. К. Вязмитинов — прапорщик в 1761 году.